# Departamento de Susques
Susques es un departamento en el Sudoeste de la provincia de Jujuy (Argentina). En este departamento se encuentra el Paso de Jama el cual pese a su altitud es transitable todo el año, vía de comunicación entre el Norte Grande de Chile y el Norte Grande de la República Argentina.

## Historia
Por el tratado del 10 de mayo de 1889 con Bolivia, Argentina renunció a su reclamo sobre Tarija y parte del Chaco Boreal, y Bolivia en compensación, le cedió la Puna de Atacama, que se encontraba en poder de Chile luego de la guerra del Pacífico (1879-1880). Esta acción boliviana le otorgaba a la Argentina un territorio que formó parte del Virreinato del Río de la Plata, pero que de hecho estaba en manos de Chile. Como Chile se negara a entregar los territorios cedidos por Bolivia, se decidió someter la cuestión al arbitraje del diplomático estadounidense William Insco Buchanan, que en 1899 otorgó a la Argentina el 80 % del territorio en disputa (75000 km²) y el resto 20 % a Chile. Por la Ley N.º 3906 del 9 de enero de 1900 se organizó el Territorio Nacional de los Andes. Por decreto del 12 de mayo de 1900 el Poder Ejecutivo Nacional dividió al Territorio de los Andes en tres departamentos administrativos, siendo el más septentrional el de "Susques o del Norte", que limitaba al este con la provincia de Jujuy y al norte con Bolivia, cuya cabecera sería el poblado de Susques.
Luego de la incorporación de San Antonio de los Cobres, el decreto del 19 de mayo de 1904 señaló los límites de los cuatro departamentos:

X.— LOS ANDES.
 Art. 16. Queda dividido el Territorio de Los Andes en cuatro departamentos, con los nombres y límites siguientes:
 I.— SUSQUES, Ó DEL NORTE.
 Capital: Caseríos de Susques.
 Norte — República de Bolivia.
 Este — Cordillera Oriental hasta la República de Bolivia.
 Sur — Línea que, partiendo del Abra de Chorrillos y siguiendo el camino de Tocamar á Catua, vaya hasta la Aguada Rosló, en la cordillera Occidental.
 Oeste — Límite con Chile.

En 1943 fue disuelta la Gobernación de los Andes y Jujuy recibió el departamento Susques, junto con territorios anteriormente cedidos por Bolivia a causa de la rectificación limítrofe:

Art. 1º- El territorio nacional de Los Andes se dividirá en tres fracciones que comprenderán: 1ª) Departamento de Susques o del Norte que pasará a jurisdicción de la Provincia de Jujuy (...)

El 13 de octubre de 1943 la provincia de Jujuy tomó posesión del departamento de Susques, y lo anexó al de Rinconada, pero en 1944 Susques volvió a ser un departamento conservando sus límites previos.

## Superficie, límites y accesos
El departamento tiene una superficie de 9199 km², lo que al año 2010 determina una densidad de 0.4 hab/km².

Limita al sur con la provincia de Salta, al oeste con el departamento Cochinoca y la provincia de Salta, al norte con los departamentos Rinconada y Cochinoca y al este con la República de Chile.
La principal vía de acceso al departamento es la RN 52.

## Población
Según el INDEC en 2010 el departamento tenía 3791 habitantes, casi la mitad concentrados en la cabecera departamental, la pequeña aunque antiquísima Susques.

Para el censo 2022 el departamento registró 4098 habitantes. Esto representó un aumento en la cantidad de personas del 8.1%, menor que el crecimiento poblacional provincial.Es el departamento menos denso de la provincia.
| Gráfica de evolución demográfica de Departamento Susques entre 1991 y 2022 |
|                                                                            |
| Fuente: censos nacionales del INDEC                                        |

## Localidades y parajes
- Susques 1611 hab.
- Catua 427 hab.
- Coranzulí 333 hab.
- Huáncar 133 hab
- El Toro 121 hab.
- Pastos Chicos 104 hab.
- Pairique Chico 100 hab.
- Puesto Sey 94 hab.
- San Juan de Quillaques 72 hab.
- Jama 67 hab.
- Mina Providencia 30 hab.
- Olaroz Chico 29 hab.

Parajes de población rural dispersa
- Ciénaga de Bávaro
- El Codo
- El Rosal
- El Porvenir
- Géiseres de Coranzulí
- Olaroz Grande
- Siberia
- Medanitos (Horno Ruspura)
- Sijes
- Tanques
- Pairique Grande
- Turilari

## Mirador Casa Quemada.

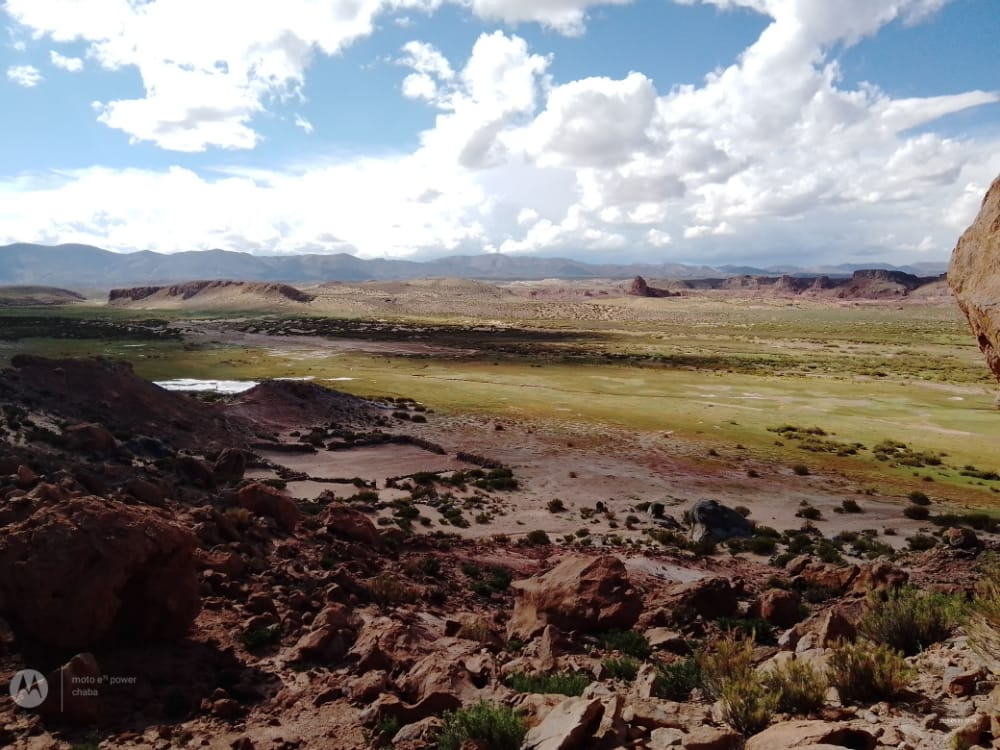
Tarde de verano en Susques.

Se encuentra a 3 km del pueblo de Susques Jujuy Argentina.

## Salud y educación
El departamento cuenta con 15 centros de salud, la mayoría de ellos dedicados a la atención primaria.
Según datos oficiales, en el año 2011 el departamento contaba con un total de 24 establecimientos educativos de gestión pública, que atienden los requerimientos de niños y jóvenes desde el jardín de infantes hasta el nivel secundario.

## Economía
El departamento se encuentra en su totalidad dentro de la región puna, cuyas condiciones ambientales condicionaron el poblamiento y las actividades productivas. La matriz productiva tradicional se basa en la cría extensiva de camélidos, especialmente llamas a los que se sumaron en las últimas décadas caprinos y ovinos.

A partir de los primeros años del siglo XXI se modificó sustancialmente la estructura productiva del departamento, luego de la instalación de empresas mineras orientadas a la extracción de sales de litio y potasio en los yacimientos Cauchari Olaroz y Salar de Olaroz, a lo que siguió la instalación de una planta de elaboración del material extraído.
En el 2019, se inauguró el Parque Solar Cachaurí, segunda planta fotovoltaíca más grande de Latinoamérica, con una capacidad instalada de 300MW.

## Sismicidad
La sismicidad del área de Jujuy es frecuente y de intensidad baja, y un silencio sísmico de terremotos medios a graves cada 40 años.
- Sismo de 1863: aunque dicha actividad geológica catastrófica, ocurre desde épocas prehistóricas, el terremoto del 4 de enero de 1863 (162 años),[16] señaló un hito importante dentro de la historia de eventos sísmicos jujeños, con 6.4 Richter.[15]
- Sismo de 1948: el 25 de agosto de 1948 (76 años) con 7.0 Richter, el cual destruyó edificaciones y abrió numerosas grietas en inmensas zonas[16][15]
- Sismo de 2011: el 6 de octubre de 2011 (13 años) con 6.2 Richter, produjo rotura de vidrios y mampostería.[15]